# Riedelomyia teucholabina
Riedelomyia teucholabina är en tvåvingeart som först beskrevs av Alexander 1921.  Riedelomyia teucholabina ingår i släktet Riedelomyia och familjen småharkrankar.
Artens utbredningsområde är Fiji. Inga underarter finns listade i Catalogue of Life.